# Mercedes-Benz Cito

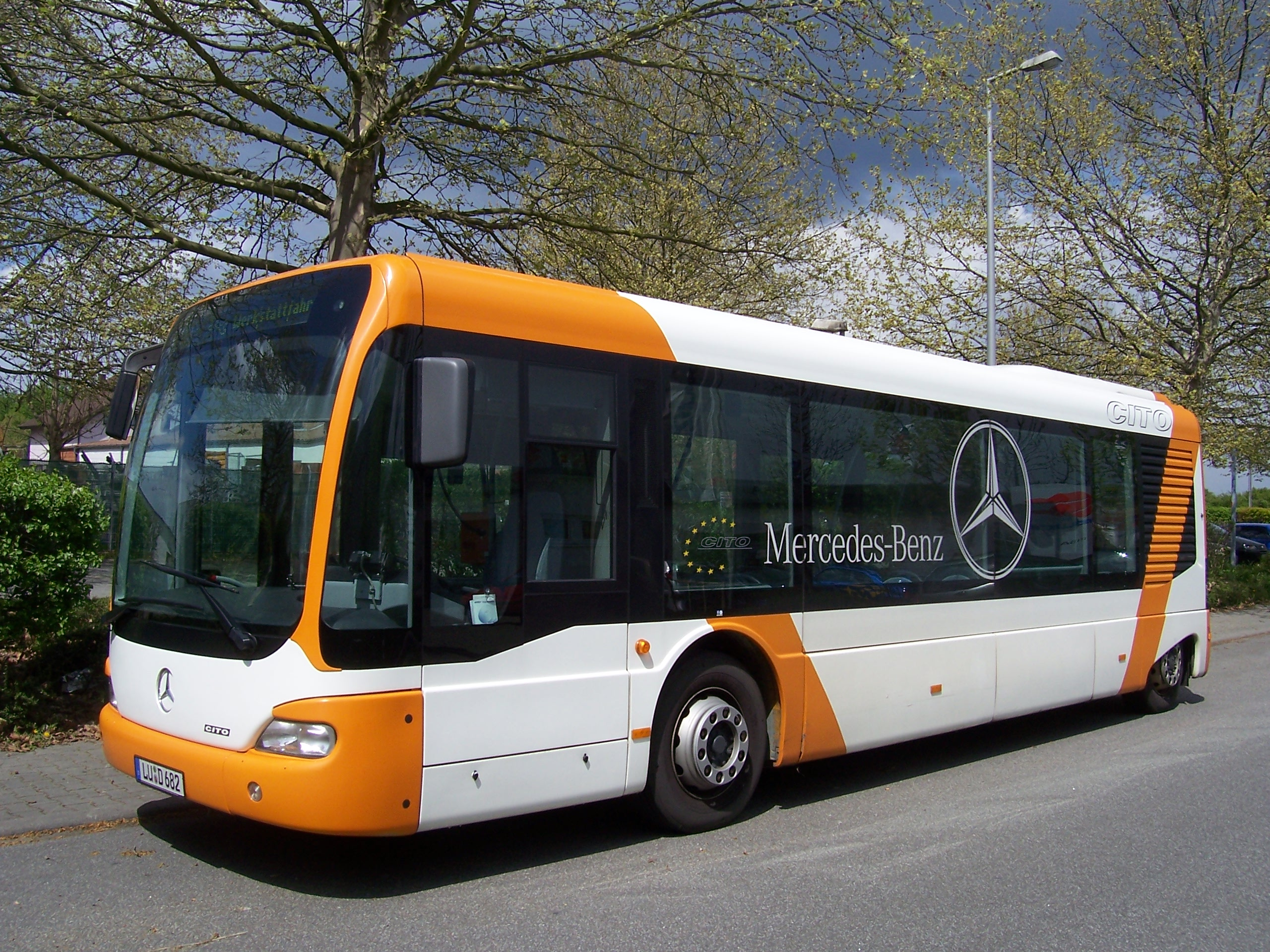
Cito in der 9,6-Meter-Version

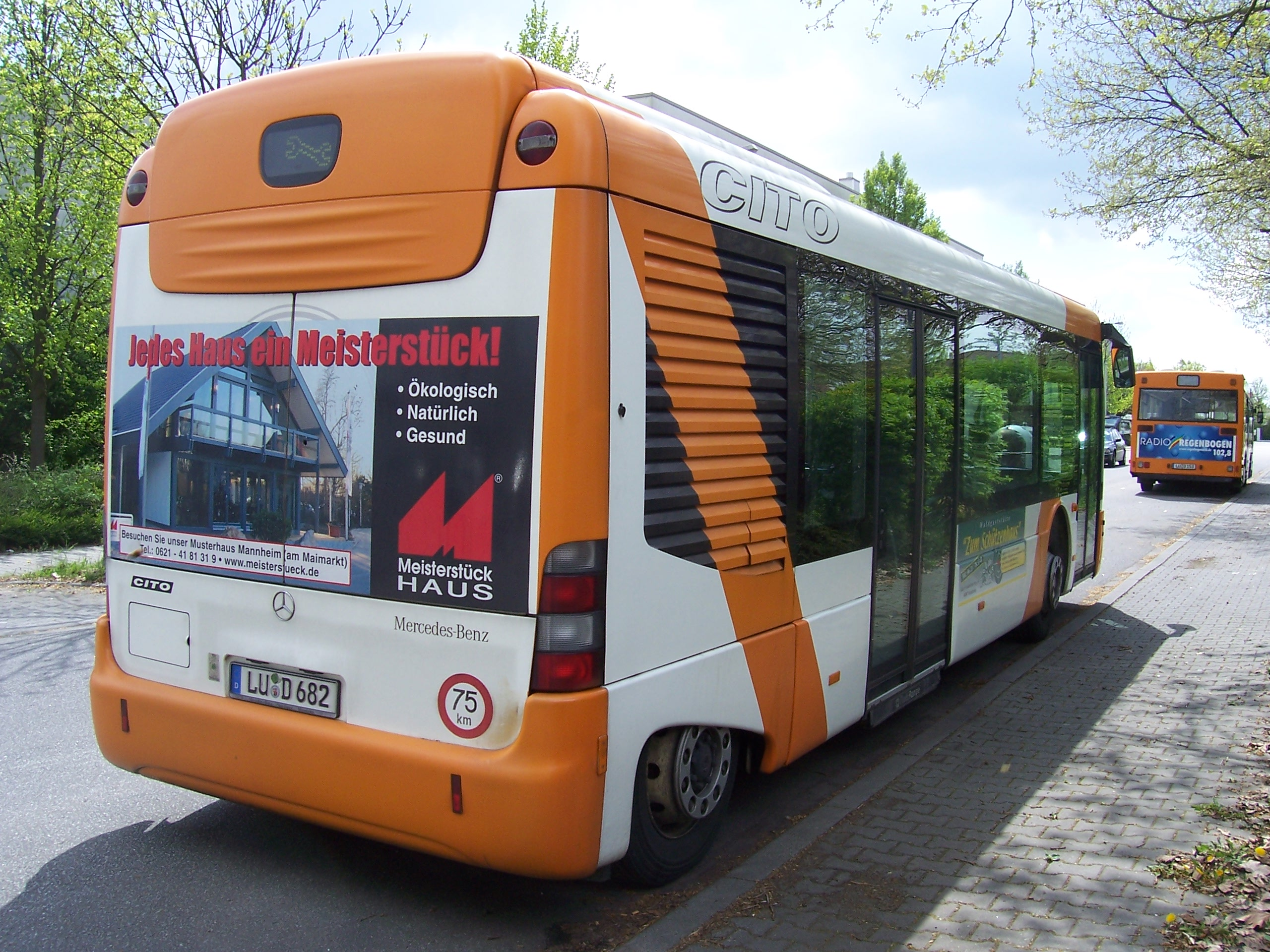
Heckansicht

Der Mercedes-Benz Cito O520 ist ein Niederflur-Midibus, der von 1999 bis 2003 von EvoBus hergestellt wurde.
Bei der Entwicklung des Fahrzeugs sollte eine spätere Umrüstung auf Energieversorgung durch eine Brennstoffzelle einfach möglich sein, weswegen er mit einem für Busse ungewöhnlichen dieselelektrischen Antrieb mit 85 kW (116 PS) Nennleistung ausgerüstet wurde. Um auch in kleineren Straßen die nötige Wendigkeit zu besitzen, wurde er mit 2,35 m Breite schmaler als herkömmliche Stadtbusse gebaut. Außerdem war der hintere Überhang (der Teil, der hinter der letzten Achse des Busses freitragend „überhängt“) ausgesprochen kurz. Die Zielrichtung entsprach in etwa dem Metroliner von Neoplan aus dem Jahre 1988.
Der Cito war in den folgenden drei Längenvarianten erhältlich:
- 8,1 m mit 12 Sitzplätzen
- 8,9 m mit 16 Sitzplätzen
- 9,6 m mit 20 Sitzplätzen

Die Produktion des Cito wurde 2003 eingestellt. In der Branche wird trotz der theoretischen Vorteile der hohe Wartungsaufwand bemängelt. EvoBus hat keine Weiterentwicklung in Richtung Hybridantrieb auf den Markt gebracht, obwohl dies mit dem Cito einfach möglich gewesen wäre, da nur Steuerung und Energiespeicher hätten nachgerüstet werden müssen.
Den Platz der Kleinbusse mit bis zu 20 Sitzplätzen nehmen im Angebot von Mercedes-Benz heute Busaufbauten auf Basis des Sprinters ein. Der 2006 eingeführte Midibus Citaro K kommt mit einer Länge von 10,5 m, der Standardbreite von 2,55 m und 27 Sitzplätzen nur bedingt als Nachfolger des Cito in Betracht.